# V jako Victoria
V jako Victoria (v anglickém originále Victorious, stylizováno jako VICTORiOUS) je americký sitcom, který vytvořil Dan Schneider pro teenagerskou televizi Nickelodeon. Seriál se točí kolem ctižádostivé zpěvačky Tori Vega (Victoria Justice). Tori je teenagerka, která navštěvuje střední školu múzických umění, nazývanou Hollywoodská střední. Poté, co nastoupí na místo své sestry Triny, ztřeštěné situace začnou být na denním pořádku. Brzy potká Andrea Harrise (Leon Thomas III), Robbieho Shapiroa (Matt Bennett), Rexe Powerse (Robbiho loutka), Jade West (Elizabeth Gillies), Cat Valentine (Ariana Grande) a Becka Olivera (Avan Jogia). Seriál měl v USA premiéru 27. března 2010 po odvysílání Kid's Choice Awards 2010. V Česku měl premiéru 4. prosince 2010. První soundtrack k seriálu byl v USA vydán 2. srpna 2011. Seriál vyhrál kategorii Nejoblíbenější televizní seriál na Kid's Choice Awards 2012. Druhý soundtrack s názvem Victorious 2.0 byl v USA vydán 5. června 2012.
Dne 10. srpna 2012, Victoria Justice uvedla, že čtvrtá série seriálu V jako Victoria je finální sérií. Dan Schneider přidal na svůj blog, že Nickelodeon se rozhodl V jako Victoria zrušit, i když on i obsazení jsou ochotní v seriálu pokračovat. Také popřel zvěsti, že V jako Victoria končí vzhledem k novému spin-offu Sam & Cat.

## Děj
Seriál následuje Tori Vega, teenagerku, která je přijata na Hollywoodskou střední, školu pro talentované teenagery v múzických oborech. Poté se dostává na místo starší, mnohem méně talentované sestry Triny, díky Trinině alergické reakce na čínské byliny, které jí měly pomoct naučit se zpívat. Seriál sleduje Tori, jak si hledá místo na Hollywoodské střední, zatímco se dostává do šílených situací a jak si hledá přátelé, kteří jí v tom pomáhají. Mezi Toriny spolužáky a přátele patří Andre Harris, hudební génius a Torin nejlepší kamarád, který ji vždy povzbudí a pomáhá jí projevit její talent; Robbieho Shapiroa, společensky nevhodný a trapný břichomluvec, který sebou nosí svou loutku Rexe Powerse, která je Robbím vnímána (a vlastně všemi ostatními) jako živá osoba; Jade West, sarkastická gothic "průměrná dívka", která má milostně-nenávistný přátelství s Tori, které často vyhrožuje; Cat Valentine, sladká, nevinná dívka, která je trochu dětinská; a Becka Olivera, pohodový a pohledný kluk, který chodí s Jade. Párem byli od začátku seriálu až do epizody třetí série „Nejhorší pár“. Beck a Tori měli také chvíli, kdy je to k sobě navzájem přitahovalo, ale Tori nechtěla riskovat její malé (ne)přátelství s Jade.

## Obsazení

### Hlavní role

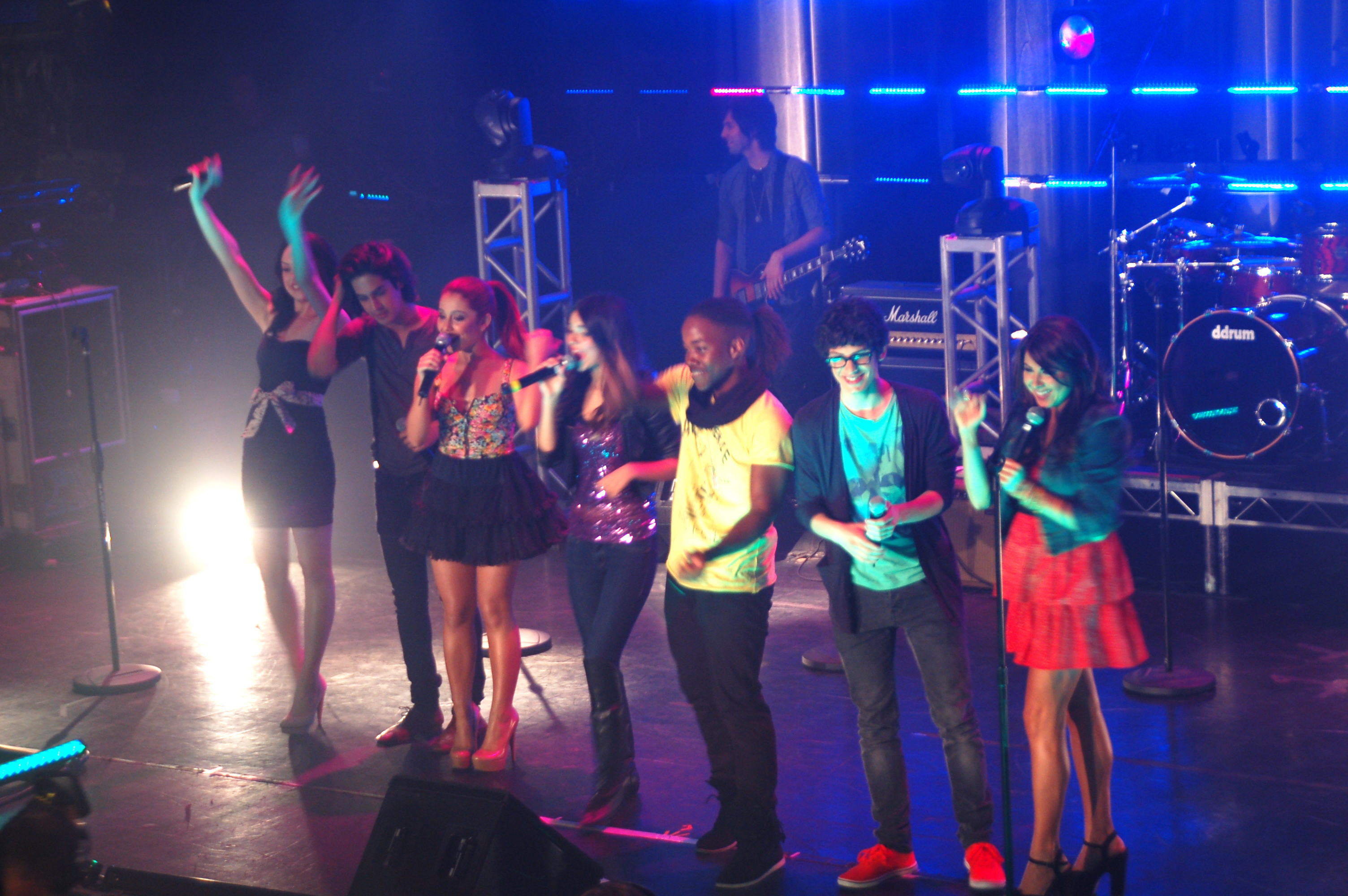
Obsazení v koncertní

- Victoria Justice jako Tori Vega
- Leon Thomas III jako Andre Harris
- Matt Bennett jako Robbie Shapiro
- Elizabeth Gillies jako Jade West
- Ariana Grande jako Cat Valentine
- Avan Jogia jako Beck Oliver
- Daniella Monet jako Trina Vega

### Vedlejší role
- Eric Lange jako Erwin Sikowitz
- Lane Napper jako Lane Alexander
- Michael Eric Reid jako Sinjin Van Cleef
- Jim Pirri jako David Vega
- Jennifer Carta jako Holly Vega
- Marilyn Harris jako Andreova babička
- Marco Aiello jako Festus
- Susan Chuang jako Paní Lee
- Christopher Cane jako Rex

## Vysílání
| Řada | Díly | Premiéra v USA  | Premiéra v USA    | Premiéra v ČR    | Premiéra v ČR      |
| Řada | Díly | První díl       | Poslední díl      | První díl        | Poslední díl       |
| ---- | ---- | --------------- | ----------------- | ---------------- | ------------------ |
| 1    | 20   | 27. března 2010 | 26. března 2011   | 4. prosince 2010 | 2. října 2011      |
| 2    | 13   | 2. dubna 2011   | 26. prosince 2011 | 8. ledna 2012    | 23. září 2012      |
| 3    | 14   | 28. ledna 2012  | 30. června 2012   | 7. října 2012    | 13. června 2013    |
| 4    | 13   | 22. září 2012   | 2. února 2013     | 12. června 2013  | 30. listopadu 2013 |

### Speciální epizody
| Řada | Původní název       | Premiéra v USA     | Premiéra v ČR                                     | Poznámka       |
| ---- | ------------------- | ------------------ | ------------------------------------------------- | -------------- |
| 1    | Freak the Freak Out | 26. listopadu 2010 | 30. dubna 2011                                    | 2dílný speciál |
| 2    | Locked Up!          | 30. července 2011  | 5. května 2012                                    | 2dílný speciál |
| 3    | Tori Goes Platinum  | 19. května 2012    | 23. února 2013 (1. část) 24. února 2013 (2. část) | 2dílný speciál |

## Ocenění a nominace
| Rok                 | Ocenění                           | Kategorie                                                      | Ocenění pro                                                                                                  | Výsledek  |
| ------------------- | --------------------------------- | -------------------------------------------------------------- | --- | --------- |
| 2010                | Teen Choice Awards                | Choice TV Breakout series (Průbojný seriál)                    | V jako Victoria                                                                                              | nominace  |
| 2010                | Teen Choice Awards                | Choice Smile (Úsměv)                                           | Victoria Justice                                                                                             | nominace  |
| 2010                | J-14's Teen Icon Awards           | Iconic TV Actress                                              | Victoria Justice                                                                                             | nominace  |
| 2010                | Kids' Choice Awards Italian       | Favorite TV Show                                               | V jako Victoria'                                                                                             | nominace  |
| 2011                | UK Kids Choice Awards             | Nejoblíbenější seriál Velké Británie                           | V jako Victoria'                                                                                             | nominace  |
| 2011                | UK Kids Choice Awards             | Srandovní postava Velké Británie                               | Matt Bennett                                                                                                 | vítězství |
| 2011                | Kids' Choice Awards               | Oblíbená televizní herečka                                     | Victoria Justice                                                                                             | nominace  |
| 2011                | Imagen Awards                     | Nejlepší mláda herečka v televizi                              | Victoria Justice                                                                                             | nominace  |
| 2011                | Emmy Awards                       | Vynikající dětský program                                      | V jako Victoria                                                                                              | nominace  |
| 2011                | ALMA Awards                       | Oblíbená televizní herečka - hlavní role v komedii             | Victoria Justice                                                                                             | nominace  |
| 2011                | British Academy Children's Awards | BAFTA Dětská volba: TV                                         | V jako Victoria                                                                                              | nominace  |
| 2011                | Youth Rocks Awards                | Nejúžasnější obsazení (Komedie/TV)                             | V jako Victoria                                                                                              | nominace  |
| 2012                | NAACP Image Awards                | Vynikající výkon v mládí (Dětský program, seriál nebo speciál) | Leon Thomas III                                                                                              | nominace  |
| 2012                | Kids' Choice Awards               | Oblíbený TV seriál                                             | V jako Victoria                                                                                              | vítězství |
| 2012                | Kids' Choice Awards               | Oblíbená TV herečka                                            | Victoria Justice                                                                                             | nominace  |
| 2012                | Kids' Choice Awards Mexico        | Oblíbený mezinárodní TV seriál                                 | V jako Victoria                                                                                              | nominace  |
| 2012                | Kids' Choice Awards Argentina     | Oblíbený mezinárodní TV seriál                                 | V jako Victoria                                                                                              | vítězství |
| 2012                | ALMA Awards                       | Oblíbená TV herečka - komedie                                  | Victoria Justice                                                                                             | nominace  |
| 2012                | Emmy Awards                       | Vynikající dětský program                                      | V jako Victoria                                                                                              | nominace  |
| 2012                | Emmy Awards                       | Vynikající účes pro Multi-Kamera seriál nebo speciál           | Cyndra C. Dunn Keitel, Monica Lisa Sabedra, Terrie Velazquez Owen, Shawn Finch za April Fools Blank          | nominace  |
| 2012                | Emmy Awards                       | Vynikající make-up pro Multi-Kamera seriál nebo speciál        | Michael Johnston, Patti Brand-Reese, Melanie Mills, Nadege Schoenfeld, Lusine Galadjian za April Fools Blank | nominace  |
| 2013                |                                   |                                                                | |           |
| Kids' Choice Awards | Oblíbená TV show                  | V jako Victoria                                                | vítězství |           |
| Kids' Choice Awards | Oblíbená TV herečka               | Victoria Justice                                               | nominace |           |
| Kids' Choice Awards | Asijská oblíbená Nick hvězda      | Ariana Grande                                                  | nominace |           |
| Kids' Choice Awards | Asijská oblíbená Nick hvězda      | Victoria Justice                                               | vítězství |           |

## Spin-off
Byl objednán pilot seriálu Sam & Cat. Tento seriál bude spin-off, jak ze seriálu iCarly, tak i z V jako Victoria, hlavní postavy ztvární Ariana Grande jako Cat Valentine z V jako Victoria a Jennette McCurdy jako Sam Puckett z iCarly. Seriál bude o těchto dvou holkách, které budou spolubydlící a začnou podnikat s hlídáním dětí, aby si něco vydělaly.